# Brygada upał
Brygada upał (cz. Parta hic) – czechosłowacki satyryczny film komediowy z 1977 roku w reżyserii Hynka Bočana, parodia socrealistycznego produkcyjniaka. 

## Obsada
- Regina Rázlová jako lekarka Alice Váňová
- Ladislav Trojan jako inż. Mirek Laciga, narzeczony Alice Váňovej
- Jaroslav Satoranský jako dr Kaleš, lekarz
- Jaroslav Moučka jako inż. Kodet, dyrektor kopalni
- Václav Babka jako Rudla Janeček, przewodniczący związku zawodowego
- Vladimír Menšík jako brygadzista górników Ota Chochola zwany Krasinem
- Karolina Slunéčková jako Chocholová
- Jan Skopeček jako górnik Mašín zwany Čistědonaha
- Miriam Kantorková jako Mašínová
- Josef Kemr jako górnik Hnízdo zwany Primář
- Míla Myslíková jako Oli Hnízdová
- Petr Nárožný jako górnik Kynkal, magik amator
- Dagmar Havlová jako Kynkalová
- Jiří Krampol jako górnik Franta Fousek
- Simona Stašová jako Marie Fousková
- Ivan Vyskočil jako górnik Václav Justa
- Jana Plichtová jako mleczarka Kamila, narzeczona Václava Justy
- Josef Dvořák jako górnik Jan Kubík
- Jitka Zelenohorská jako Jiřina
- Jana Břežková jako pielęgniarka
- Karel Engel jako Emil
- Karel Augusta jako Vokoun
- Milan Šulc jako Kopřiva
- Adolf Filip jako brygadzista Srdínko
- Stanislav Fišer jako górnik
- Karel Gott jako piosenkarz
- Jiří Lír jako kelner
- Mirko Musil jako milicjant
- Zdeněk Braunschläger jako cywil
- Milan Neděla jako kolejarz[1]

## Opis fabuły
Młoda lekarka Alice Váňová przeprowadziła się do Ostrawy, żeby być z narzeczonym, inżynierem Mirkiem, który dosłownie chwilę przed jej przyjazdem wyjechał służbowo na kilka miesięcy do Polski, przez co ich zaplanowany ślub musi się opóźnić. Rozdrażniona nerwowo Alice podejmuje pracę jako zakładowy lekarz medycyny pracy w kopalni „Pokój”, gdzie ma przetestować na próbie górników wpływ regularnego picia mleka na zapobieganie pylicy płuc, jednej z chorób zawodowych. Niestety, nie udaje się pani doktor nakłonić do współpracy górników, którzy po prostu nie chcą brać udziału w tym eksperymencie. Nie chcą pić mleka i nie przekonuje ich wykład na temat „bariery wapniowej”, partyjne uzasadnienie, zdanie dyrekcji ani zakładowego komitetu związku zawodowego. W tej sytuacji kierownictwo odgórnie wyznacza do testu brygadę złożoną z siedmiu górników, nie pytając ich o zgodę, a przewodniczący związku rozpoczyna z opornymi i ich rodzinami wojnę psychologiczną. W filmie wziął udział Karel Gott, który gra jakby karykaturę samego siebie, tj. piosenkarza, śpiewającego ze sceny pastiszową piosenkę, rzekomy przebój o mleku pt. „Óda na mléko”. 